# Данфре
Данфре (фр. Damphreux) — громада  в Швейцарії в кантоні Юра, округ Порантрюї.

## Географія
Громада розташована на відстані близько 65 км на північний захід від Берна, 23 км на північний захід від Делемона.
Данфре має площу 5,7 км², з яких на 5,1% дозволяється будівництво (житлове та будівництво доріг), 62,4% використовуються в сільськогосподарських цілях, 31,4% зайнято лісами, 1,1% не є продуктивними (річки, льодовики або гори).

## Демографія
2019 року в громаді мешкало 179 осіб (+6,5% порівняно з 2010 роком), іноземців було 6,1%. Густота населення становила 32 осіб/км².
За віковим діапазоном населення розподілялося таким чином: 20,7% — особи молодші 20 років, 49,7% — особи у віці 20—64 років, 29,6% — особи у віці 65 років та старші. Було 78 помешкань (у середньому 2,3 особи в помешканні).